# Rauno Alliku
Rauno Alliku (* 2. März 1990 in Pärnu, Estnische SSR, Sowjetunion) ist ein estnischer Fußballspieler.

## Karriere

### Verein
Rauno Alliku stammt aus der Jugend des Pärnu Kalev SK und debütierte dort auch unterklassig im Seniorenbereich. Zur Saison 2008 nahm ihn dann der Erstligist FC Flora Tallinn unter Vertrag und verlieh ihn zwecks Spielpraxis für die nächsten beiden Spielzeiten an die Ligarivalen JK Vaprus Pärnu und JK Tulevik Viljandi. Seit seiner Rückkehr 2010 spielt er nun durchgehend für Flora Tallinn und absolvierte seitdem über 500 Pflichtspiele für den Verein. Bis heute gewann Alliku insgesamt 19 nationale Titel und ist mittlerweile auch zum Kapitän der Mannschaft aufgestiegen.

### Nationalmannschaft
Von 2007 bis 2013 bestritt Alliku insgesamt 42 Partien für diverse estnische Jugendauswahlen und erzielte dabei zwei Treffer. Am 18. Dezember 2010 debütierte der Stürmer dann auch für dessen A-Nationalmannschaft in einem Testspiel gegen China. Bei der 0:3-Auswärtsniederlage in Dalian wurde er zum Beginn der zweiten Halbzeit für Alo Dupikov eingewechselt. In den folgenden Jahren kam Alliku dann in unregelmäßigen Abständen bis zum letzten Einsatz am 27. März 2021 in Belarus (2:4) zu weiteren neun Länderspielen. 

## Erfolge
- Estnischer Meister: 2010, 2011, 2015, 2017, 2019, 2020, 2022, 2023
- Estnischer Pokalsieger: 2011, 2013, 2016, 2020
- Estnischer Superpokalsieger: 2011, 2012, 2014, 2016, 2020, 2021, 2024